# 苏中战役
苏中战役是第二次国共内战时期，中国共产党领导的新四军之战略防御阶段初期，利用国军注意力集中在围堵中原突围，新四军华中野战军在江苏中部地区反击国军进攻而连续进行的七次作战的总称，因而中国人民解放军战史又称其为苏中“七战七捷”。

## 国军军事进攻计划和部署
为了消灭苏北的新四军，1945年12月5日至8日第一绥靖区召开京沪治安会议，拟订江北清剿计划，决以东台、兴化、高邮、六合一线为清剿目标，动用3个军另2个师渡江北进，于1946年1月初占领了沿江的靖江、泰兴、六合。旋因国共停战令而中止行动。2月间拟出了歼灭苏北共军、打通津浦线的计划，3月4日蒋介石“批交军政、军令、军训三部秘密研究准备”。5月初，第一绥靖区司令汤恩伯提出进攻苏北的计划，蒋介石“初已允许，继因全面冲突多处无把握，其议遂寝。”5月22日蒋以极密电致陆军总司令顾祝同、郑州绥靖公署主任刘峙和第一绥靖区司令汤恩伯，要求立即筹备策划实施各部队之作战训练，并限于6月底前完成。6月13日，国防部举行作战会报，参谋总长陳誠提出，长江以北应以军事为主，以速决战解决问题；应进行充分准备，补充兵员粮弹，统一战术思想，节约兵力，集结机动使用。参谋次长刘斐具体解说作战计划为“首先打通津浦、胶济两铁路，肃清山东半岛，控制沿海口岸。”政府全盘军事战略即以苏北至山东一线为用兵重点，期以短时间内解决中共的军事力量。
1946年6月17日，国共整军谈判国方代表徐永昌和俞大维提出中共军队在关内整编后的驻地方案排除苏北。中共代表周恩建议“中央令各地，尤其是苏北、山东、东北、热河速作各种准备，迎接蒋方进攻”。:442-4436月28日，蒋介石又向美国特使马歇尔明确提出，中共应在达成协议后的30天内从苏北撤出，并将此作为“最低之安全条件”。周恩来告马歇尔：“蒋介石是要绞死我们。我用一切力量让，而我让一步他即迫一步！”为争取备战时间，获得政治上的主动，中共同意撤出淮安以南的苏北地区，条件是“政府军队决不开入这些地区，而这些地区的地方政府及其保安部队仍应当于原地维持治安，实施行政。”7月2日，蒋介石会见周恩来，一再强调如中共占据苏北，“政府实已无安全可言”，因为“苏北太威胁京沪，你们的军队在这里，人家觉得你们是什么意思呢？所以苏北你们要退，由政府接收。”:509-511 周恩来坚持中共退出后不交出地方政权，并公开宣称：政府认为苏北威胁南京，应该撤退，实在毫无道理。反过来如果我们也说南京威胁苏北，那么问题便无法解决了；政府要求虽然如此不合理，但我们还是让了步，答应在某些地区不驻兵；然而政府还不满足，一定要这些地方的党政军民众团体一律撤出，实在太不合理了，是我们不能接受也不能考虑的。7月2日到7月10日，政府代表陈诚、王世杰、邵力子和中共代表周恩来、董必武连续举行会谈。国方要求中共彻底退出苏北；陈诚表示，他不主战而主和，先弄好苏北的事，其他就好谈了，能经过政治外交解决了，不打仗最好。中共只同意苏北可减少驻军，但坚持不交出地方政权。双方立场始终无法接近。在7月10日的最后一次会谈中，国方提出，在中共军队撤出后，对其党部给以照顾；但周恩来坚持“那些地方可考虑少驻兵，但非撤退，不是行政权就不要了。”双方最终未能就苏北问题达成妥协。:511－512、530、543－544
国军参加苏中战役战斗序列如下：
- 徐州绥靖公署（主任薛岳）
  - 第一绥靖区（驻无锡，司令李默庵），使用整编第21、第25、第49、第65、第83师及整编第69师第99旅（2个团）之5个整编师15个旅约12万人。[註 4]
  - 第八绥靖区（驻蚌埠，司令夏威）担任安徽淮北作战，兼及苏北；
  - 第三绥靖区（驻徐州，司令冯治安）担任陇海路徐东段和鲁南作战，配合苏北作战之任务
- 郑州绥署
  - 第五绥靖区（驻开封，司令孙震）担任陇海路徐西段和鲁西南作战，配合苏北作战之任务

徐州绥署的作战规划是：“以徐、蚌地区国军，极力向东、西发展，在第一绥区及第五军北进支持下，合力规复苏北、皖东，彻底歼灭地区之匪军。同时打通胶济路，并准备继续向鲁境进出，寻求华东陈匪主力，实施决战。”作战指导为：“稳扎稳打，步步为营，逐次完成碉堡线，防匪反扑，确保既得成果。”徐州绥署将作战计划分为三期：
- 第一期，徐蚌方面扩展周边空间，江北方面进至天长、盱眙、如皋、海安线，以巩固长江以北沿岸阵地。以整编第49师进攻如皋；以整编第83师、整编25师第148旅和整编第69师第99旅，首先进攻黄桥、姜堰，尔后会同整编第49师进攻海安；以整编第25师主力北攻邵伯；以整编第65师、第21师为第二梯队。预定7月15日各路同时动作。
- 第二期，徐蚌方面西侧贯通陇海路，东侧进至运河线，江北方面进至东台、高邮线；
- 第三期，徐州方面廓清鲁西，进出两淮，肃清苏北。第一绥靖区以主力沿通（南通）榆（赣榆）公路，一部沿运河右岸向北作战，策应徐（徐州）蚌（蚌埠）线东进之国军合力夺取淮阴。

7月4日，徐州绥署发出第二号作命：“以确保京沪、津浦、长江之交通，而达到确实拱卫首都安全之目的，应先肃清长江以北东台、兴化、高邮、盱眙以南地区，及津浦路南段铁道两侧地区之匪，以利尔后之进剿。”第一绥靖区司令官李默庵决定，首先集中兵力攻占伸入己方防线的如皋、海安等地，解除后方威胁后再行北进。

## 华中野战军的战役计划和部署

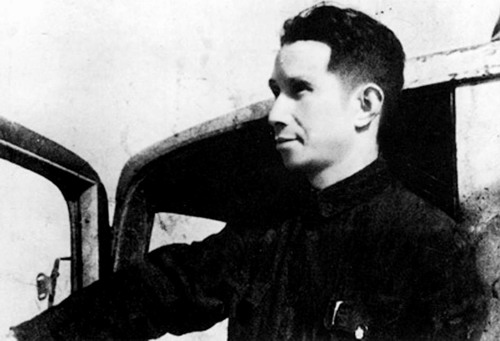
在苏中战役前线指挥的粟裕

抗战胜利后，9月中旬，中共确立“向北发展，向南防御”战略，决定调山东部队赴东北，调苏北部队去山东，在苏南浙北浙东的新四军部队撤至苏北。中共中央要求“江北必须控制，不可放松”“因目前谈判无结果，大的内战可能爆发，那时，苏北、皖北在全国战略上仍居很重要地位”“华中可能为蒋介石最先向我进攻之地，如华中现有地区不能确切保障，不独影响山东局势，且对全国形势及国共谈判均极不利”。为此，中共组建了华中分局（书记邓子恢）、华中军区（司令员张鼎丞）和华中野战军（司令员粟裕、政治委员谭震林，简称华野），总部驻淮阴。为配合陈毅的山东共军截断津浦路的作战，粟裕部发起苏北作战，攻打仍被控制在伪军手中的苏北几个县镇，于1945年11月10日占盐城，12月26日占高邮，1946年1月15日占陇海路徐东段要点新安镇，基本控制了苏北全境。
1946年5月29日，中共中央军委发出指示，要求各地应于一个月内完成侦察敌情、配备兵力与武器弹药，及预拟作战计划等项准备工作，不得有误。6月6日，中共中央致电华中军区，指示“力争和平，但具体工作必须是一切都准备打。”:63
新四军（当时尚未有解放军名称）华中野战军参加苏中战役共计正规军19个团3.3万人：，8月23日另以皮定均旅3个团作为预备队。
- 华中野战军第1师（6个主力团）陶勇、王集成
- 华中野战军第6师（6个主力团）王必成、江渭清
- 华中野战军第7纵队（4个团）管文蔚、吉洛（姬鹏飞）
- 华中野战军第10纵队（3个团）
- 华中军区下属的淮南军区第5旅（3个团）：8月10日增加
- 华中军区特务团

华中野战军认为该战役国军除整编第83师为蒋介石之嫡系部队（中央军）外，其余均为中央化的杂牌军（前地方割据部队），而且是分路进攻，各部间间隙过大；而新四军可以依托解放区内作战的敌情、道路较为熟悉和群众基础较好的有利条件。据此，华中野战军指挥部依据中国共产党中央军事委员会（后皆简称“中共中央军委”）关于“在内线打几个胜仗”的指示，决心集中第1、第6师，第7，第10纵队共计19个团的兵力，在军区炮兵团及地方武装的配合下各个歼灭进犯之敌。其中，以第10纵队位于运河线上的邵伯、乔墅构筑阵地，阻击可能由扬州北犯之敌；集中第1、第6师和第7纵队共15个团的兵力，在海安、如皋、黄桥、泰兴地区寻机歼敌。在判明国军预定发动攻击时间后，决定争取先机，于7月13日首先攻歼分散守备宣家堡、泰兴之国军；同时歼灭由泰兴来援之敌于运动中。其具体作战部署为：
以第1师的1个团，攻歼宣家堡守军（1个营），师主力隐蔽于宣家堡以西地区，准备消灭由口岸来援之国军第19旅主力；以第6师的1个旅，攻歼泰兴守军第19旅第57团（欠一营）；师主力位于泰兴西北地区，监视国军靖江守军，并伺机协同第1师主力歼击口岸支援部队；第7纵队位于宣家堡，准备歼灭由泰州方向来援之国军。

## 战役经过
该战役自1946年7月13日起，至8月31日结束。即首战宣泰战斗起，至如黄路战斗之结束，共计历时50天。战役中先后经历宣泰战斗、如南战斗、海安战斗（海安防御战）、李堡战斗、丁林战斗（丁林攻坚战）、邵伯战斗（邵伯保卫战）、如黄路战斗（如黄路遭遇战）七次战斗。

### 宣泰战斗
7月10日，华中野战军确悉国军将在三、四天内分四路向如皋、海安大举进攻：
- 整编第49师从南通北犯如皋
- 整编第83师从泰兴、宣家堡合击黄桥
- 整编第69师第99旅 进攻泰兴城的时候，李默庵调集进占黄桥的整编第六十五师还没赶到，恰值准备调往徐州进占宿迁一带的整编第六十九师戴之奇所辖的第九十九旅（旅长朱志席）由铁道运输路过无锡。蒋介石命令该旅在无锡下车，由江阴渡江到靖江占据黄桥，而后伙同整编第六十五师（欠一旅）向如皋、海安发动进攻。 少将旅长朱志席、副旅长刘光国、参谋长梁凤德
- 整编第25师第148旅从泰州东犯姜堰
- 整编第25师另外两个旅在扬州待机，准备沿运河线北犯邵伯、高邮。
- 两个整编师（第21师和第65师）在江南沿岸为第二梯队，准备随时加入战斗

粟裕选择在苏中主动进攻敌人的出发地，打乱其部署，寻歼其一路，造成有利于机动之局面，为后来的作战开拓战场；利用敌军尚未开战之际骄傲轻敌的弱点，期达首战获胜之目的，以鼓舞下属士气，掩护作战准备，并收战略侦察之效；避免敌军四路人马分进合击，越接近如皋和海安就越靠拢、相互策应越便捷、难以分割包围歼其一路、新四军将陷入腹背受敌的被动局面。7月10日当天定下决心，集中第一师、第六师、第七纵队于宣、泰地区，苏中第一军分区部队监视和阻击可能由白蒲北犯之敌和由泰州东犯之敌。
战役第一阶段宣（宣家堡）、泰（泰兴）战斗时间为7月13日至15日。
整编第83师各1个团分驻宣家堡和泰兴，位置较为孤立与分散。粟裕部署以1个师打1个团，形成6比1的绝对优势。由于在老抗日根据地内行军作战，群众性的消息封锁做得很好，国军事先毫无所知。
7月13日夜，战斗打响：
- 华野第一师主力进至宣家堡以东隐蔽集结，准备消灭口岸、刁家铺来援之敌；以2个团发起对宣家堡攻击。
- 华野第六师主力到达泰兴东北地区，准备配合第一师消灭口岸来援之敌，并抗击靖江之整编第99旅来援之敌；以2个团发起对泰兴的攻击。
- 第七纵队（四个团）是新由地方武装升级编成的纵队，士气很高，求战心切，华野将其使用于次要方向，以3个团打击泰州方向整编第148旅来援之敌，留1个团守备东台，七纵包围了佴家庄的整编第25师第148旅一部。

攻击中发现整编第83师第19旅第56团和旅属山炮营已于13日进驻宣家堡，原驻宣家堡的1个营已调往泰兴归建第57团，因此，宣家堡、泰兴之守军均已增至1团建制。华中野战军将第1师攻击宣家堡增至3个团。14日夜第八团一举突破，将国军第19旅第56团及旅属山炮营全部歼灭。同时，第6师也增加了1个团继续攻击泰兴。
由于攻击的隐蔽性和突然性，守军缺乏充分的准备，刚到南通接任的敌第一绥靖区司令李默庵不明具体情况，急令已开抵白蒲准备北犯的整编第49师主力于14日缩回平潮，以保南通。战至15日晨，第一师经一夜激战全歼宣家堡之敌第56团及旅属山炮营。第六师攻城部队于7月14日18时发起总攻，7月15日第六师打援部队一个团调入城内参战，在猛烈炮火的配合下，展开政治攻势，很快迫使泰兴东门大庙守敌投降，基本歼灭泰兴的第57团，只剩下一个营部率少量残部抵抗。第七纵队攻打佴家庄的部队，原以为守敌仅为两个连，后查明敌军已增加了一个营，实际上共有五个连的兵力，攻击进展不大，后撤出战斗。
7月15日第一绥靖区才判明新四军主力确在宣、泰，急令整编第49师再次北进。这一缩一伸，白送给新四军两天时间。7月16日晨六师少数部队继续围攻泰兴城内核心阵地庆云寺少数残敌，作为下一次战斗的钓饵；第57团大部被歼，第57团少将团长钟雄飞被俘。
宣泰战斗攻城与打援部队歼国军整编第83师第19旅的两个团和旅属山炮营及第63旅一个营，共3000余人。
毛泽东极为关注苏北首战，战斗刚结束即去电询问“我在泰兴及宣家堡所打者是否即八十三师？该师消灭多少，尚存多少？”苏北初战获胜，内线连续作战的设想也因此而得到中共中央的肯定。宣泰战斗结束的当天，中央军委、毛泽东来电指示华野在南线须准备连续作战。

### 如南战斗
苏中首战打响后，徐州绥署即命各部按原计划发动进攻。7月16日，国军第一绥靖区司令李默庵发现华中野战军主力在宣泰地区，以整编第49师于15日沿通榆公路由南通白蒲向北进攻，企图直接占领如皋；同时，调江南的整编第65师（2个旅）火速渡江，会同靖江之整编第69师第99旅增兵泰兴，进攻黄桥；并以整编第83师、整编第25师各一部由泰州东进，企图3路夹击华中野战军。李默庵“信心很大，决心很硬，严令各部要不惜代价，一举突破。”[27]
战役第二阶段如（如皋）南战斗时间为7月18日至21日。
7月15日晚，华野命令第一师全部和第六师大部转兵东指，并用汽艇急运第七纵队第55团于7月16日到达如皋，协同第一军分区部队扼守该城。主力部队在连续两昼夜激战之后，2天急行军100多里，夜过黄桥，群众以烧饼和西瓜慰劳并严密封锁消息。
7月16日整编第49师分左右两路北犯。在新四军华中军区第一军分区阻击下，7月17日其整编师部率第26旅进至如皋以南之鬼头街、田肚里地区，第79旅进至宋家桥、扬花桥地区，企图次日合击如皋。新四军主力东进抵达黄桥、如皋之间的分界、加力地区后，准备腰击北进国军整编第49师于如皋以南地区。歼敌部署为：
- 第一师主力五个团于18日拂晓抢占鬼头街东南公路上之林梓，断敌退路，尔后从右路之敌第二十六旅的侧后向北攻击
- 第六师主力两个团于7月17日晚东开抢占杨花桥西南的贺家坝，尔后从左路之敌第七十九旅的侧后向东北攻击
- 第七纵队主力则由如皋城及其东北地区向东南出击
- 第一师、第七纵队各一个团阻击向姜堰进犯之敌
- 第六师之两个团阻击向黄桥进犯之敌。

7月18日晚，新四军以4倍于敌之兵力将整编第49师的两个旅分别包围于如皋东南的田肚里和宋家桥、扬花桥地区，并发起攻击。整编第49师于仓促之间由攻转守。第1师迅速攻占了林梓、丁堰，截断了国军北进部的撤退路线，并乘势向如皋东南鬼头街一带的右路整编第26旅和师部发起攻击，在第7纵队一部自北向南的配合下，当天先后占领林梓、鬼头街、丁堰等地，至19日下午歼灭了国军整编第49师师部及第26旅驻地田肚里及其以南外围村庄，第49师师长王铁汉率百余人向西突围撤往宋家桥整编第79旅。第6师主力于18日拂晓由南向东北攻击，第七纵队防守如皋县城之部由北向南，密切配合第六师攻击行动，歼灭一部，将敌压缩包围于宋家桥、杨花桥地区；7月20日在第一师第一旅第一团配合下将国军左路整编第79旅大部歼灭。7月21日因黄桥东援之敌整编第六十五师已与第七十九旅残部靠近，新四军撤出战斗。如南战斗结束的当天，中央军委、毛泽东同志来电：“庆祝你们打了大胜仗。”并指示我们：“敌情尚严重，望将参战主力集中休息，补充缺额，恢复疲劳，以利再战。”此战，国军整编第49师师部及所属26旅全部和79旅大部计一个半旅共计10,000余人被歼灭，整编第49师第26旅少将旅长胡琨被俘。华中野战军缴获长短枪4,000余支，轻重机枪500余挺。
如南战斗结束后，由靖江经黄桥东援的国民党整编第65师，整83师占领姜堰，两部已经逼近如皋，华中野战军主力已连续行军作战十天，相当疲劳，乃于7月23日主动放弃如皋，向北撤退至海安地区休整待机。国军整编第49师105旅占领如皋并与之汇合。

### 海安战斗
战役第三阶段海安战斗（海安防御战）时间为7月30日至8月3日。
经过宣泰、如南两仗，敌人被我歼灭了两个半旅，但它还有第二梯队，国军整编第65师等部占领如皋后，李默庵又将整编第21师由江南调至如皋地区，只要占领了海安，则从泰州经由姜堰、海安、李堡直达海边的封锁线就可拉直，苏中南部的占领区就可巩固，长江下游的通道就可确保。第一绥靖区企图在海安与华中野战军决战，并企图在获胜后进而配合由徐州、蚌埠间东进的第7军等部进攻淮阴。
7月20日毛泽东为中央起草的《以自卫战争粉碎蒋介石的进攻》电中指出：我们“战胜蒋介石的作战方法，一般地是运动战。因此，若干地方，若干城市的暂时放弃，不但是不可避免的，而且是必要的。暂时放弃若干地方若干城市，是为了取得最后胜利，否则就不能取得最后胜利。此点，应使全党和全解放区人民都能明白，都有精神准备。”
粟裕主张先以小部队实施运动防御，杀伤和消耗敌人，并赢得时间，保证主力部队休整，然后撤出海安，给国军以新四军被迫放弃战略要地的错觉，使国军重新骄傲起来，就将造成有利歼敌的战机。但大多数干部认为敌人没有什么了不起，我军已经打了两个胜仗，为什么不敢在海安同敌人决战？打了两个胜仗还要放弃海安，前两仗岂不是白打了！华野前指远离华中分局和华中军区，粟裕不敢单独决定，日夜兼程先后骑摩托车、乘一段黄包车（人力车）、骑自行车、乘船，一个昼夜奔波三百里从海安赶赴淮安。华中分局召开常委会议，郑重讨论是否固守海安问题，决定在海安实施运动防御，而后主动撤离，创造新的战机。华中分局把这一决定上报中央军委、华东局、新四军军部，得到了同意。中共中央军委于7月30日电示华中野战军：“在我军主力未获充分补充休息恢复疲劳以前，及敌未进至有利于我之地形条件以前，宁可丧失一些地方，不可举行勉强的无把握的作战”“反击敌人，总以打胜仗为原则。敌人以十万大军向我进攻，我损失若干地方是不可免的，你们应有应付恶劣环境之精神准备与组织准备。”据此，华中野战军决定将主力第一师、第六师转移至海安东北地区继续休整待机，以第七纵队结合地方武装共4个团在海安以南进行运动防御，迟滞国军进攻。
7月30日，国军集中六个旅的兵力合击海安：
- 整编第65师之第160、第187旅和整编第49师第105旅三个旅自如皋采取宽大正面、齐头并进向第七纵队第55团进攻。10时许，与花园桥、袁家桥之警戒部队接触。第55团节节抗击，战斗约四个小时后，主动撤至周家庄地区。其余各路进犯之敌均于下午到达该团一线阵地的正面。当晚，该团派三营两个排，插入敌后，进行袭扰。7月31日上午，敌以飞机掩护，对该团阵地轮番猛冲，均被击溃。午后，整编第65师集中兵力向邓家庄、杨家桥阵地攻击，其余各路做钳制攻击。在敌机猛烈轰炸和炮火掩护下，敌以一个营兵力向杨家桥守军一个连的阵地先后进行了九次冲锋，几次突入该连前沿阵地，均被击退。该团于当晚12时转移至二线阵地防守。拂晓，敌先头部队进至陈家庄、王家庄阵地前沿，双方当即展开激战，敌连续冲击，均被守军击退。8月1日晚，守军主动向三线阵地转移，与跟踪之敌在杨家码头展开激战，形成对峙。
- 整编第25师148旅、整编第83师第63旅、整编第21师新编第7旅由姜堰、大白米东进，向第七纵队第59团崔母阵地猛攻。激战终日，占领崔母，第59团于黄昏转移至曲塘守备。8月1日下午6时许，敌继续猛攻，迫使该团撤离曲塘，转至黄自粮、胡家集线守备。至8月2日凌晨，敌两个旅兵力再次发起攻击，占领上述阵地，致使该团转至三里庙（海安西）一线守备。

8月2日下午，敌以八架飞机连续轰炸七纵三线阵地和海安镇区。3时许，大雨倾盆，新筑的阵地工事在敌机轰炸、炮火摧毁和雨水冲击下，大部垮塌。黄昏，七纵转入街镇守备。鉴于第七纵队所部已给进攻之敌大量消耗与严重打击，完成了运动防御作战的任务，华野司令部决定放弃海安。海安以南的阻击战至8月3日经4昼夜战斗。第七纵队从苏中地方武装上升主力不久，补充了大量的解放战士，所属4个团只有1个团打过大仗。四天多的战斗，用了2个团又2个营三千多兵力，抗击了五万多敌人的轮番猛攻。此战华中野战军伤亡200余人，进攻之国军伤亡3,000余人。8月3日，华中野战军主动放弃海安。 

### 李堡战斗
国军占领如皋、海安、李堡后，李默庵错误认为“苏北共军大势已去”，无力再战；需力图巩固，分兵对泰州、海安以南地区及海安以东的李堡、角斜地区展开“清剿”，以巩固占领区，并把后方交通线搞好，储积一些粮弹，尔后再继续向北进攻淮安、盐城。为此，李默庵于8月6日调整部署，整编第83师撤回泰县；整编第65师（欠154旅）附（整编第21师）新编第七旅驻姜堰、海安；整编第49师第105旅继续向角斜发展。
据此，华中野战军指挥部决定以已经休整了两周的野战军主力乘国军分兵清剿之机，首先突击动作攻歼其薄弱而暴露的右翼李堡地区之国军整编第49师的第105旅，尔后伺机扩大攻势。同时，将淮南军区之第五旅东调，与华中军区特务团作为预备队，准备参战。
战役第四阶段李堡战斗时间为8月10日至11日。8月10日，驻李堡的整编第49师第105旅与驻海安的整编第21师新编第7旅开始换防，新7旅旅部率第19团从海安已抵达李堡，第105旅旅部率第314团暂留杨家庄（李堡以东1公里）交防，准备第二天返回海安，另一个团已经西移海安。天刚擦黑，第十九团刚接替李堡防务完毕，警戒还没有派好，工事还没有做好，部队位置也没分布好，突然间发现大批新四军分路向李堡包围攻击。8月10日20时，华中野战军第一师乘敌混乱之际发起进攻，猛扑李堡。李堡镇内的两个旅部各率一个团正在交接防务，兵力虽多，但队伍混杂，工事也未筑好，被新四军猛击之下，建制大乱。至11日拂晓，华野第一师第三旅第八团、第九团先后攻入李堡，展开巷战，经近战白刃肉搏，第19团大部被歼，俘虏副旅长田从云，残部逃往杨家庄与第314团会合。第一旅在第三旅配合下，于当日14时攻克杨家庄、蒋庄，全歼第105旅旅部及第314团，该部除105旅旅长金亚安率部百余人突围外（后仍被俘），悉数被歼。
在华中野战军围攻李堡激战时，在李堡交防的第105旅的电台、电话才拆除，接防的新7旅的电台、电话尚未架好，双方都无法向海安告急。海安之敌一直不明李堡的情况。8月11日晨，新七旅旅长黄伯光率第21团仍按原计划由海安东开往李堡接防。部署在海安以东打援的第六师第十八旅和第七纵队两个团，利用高粱地、玉米地等有利地形作好伏击准备。中午，敌进至陆家尖时陷入华中野战军预设的袋形阵地，第七纵队一部断敌退路，国军被包围于洋蛮河地区。8月11日17时华中野战军发起总攻，经半小时战斗即将敌歼灭。残敌渡河南逃，被正由丁家所西参战的第十六旅截歼，其中一个营缴械投降，仅新七旅旅长黄伯光率300余人向西南柴湾方向逃脱。
此战前后仅20个小时，华中野战军集中绝对优势兵力和火力，歼灭国民党军5000余人，毙伤3000余人，华野伤亡900余人。

### 丁林战斗
李堡战斗后，8月14日华野领导粟裕、谭震林致电中央军委表示不赞成陈毅的外线出击津浦路，而主张在苏中再打几仗。在此前后张鼎丞、邓子恢也表示了主张再在苏中打几仗的意见。8月15日，中央军委、毛泽东复电“所见很对。望利用苏中各种有利条件，继续在那里作战，如你们今后一个月内再打二三个胜仗，继续歼敌二三个旅，则对整个战局助益极大。”陈毅也来电“宜就地开展局面，不必忙于西调，军委有此指示，望照办。部队宜争取数日休息，再求新的机动，反较西调为更有力配合各方。”
战役第五阶段丁（丁堰）、林（林梓）战斗（丁林攻坚战）时间为8月21日至23日。
李堡战斗打破了第一绥靖区迅速解决苏中问题的愿景。经连续四次打击，第一绥靖区已被歼灭三万余人，在苏中的机动兵力已经不多，除非从别的战区抽调部队来增援，再难全面进攻。李堡战斗后，国军被迫调整部署，重点放在扼守南通、丁堰、如皋、海安这条公路干线，加强海安、泰州之线以南的“清剿”和海、如、泰（州）之间的防御，以求确保其占领区，加强点线守备，将整编第49师残部及整编第65师主力置于海安、如皋地区，整编第83师位于泰州、曲塘地区，以全部美式装备的交通警察部队第7、第11总队总计7个大队置于丁堰、林梓地区。同时，准备以整编第25师由扬州、仙女庙地区乘隙再进攻邵伯、高邮，威胁两淮。
新四军经过连续四次作战，抓紧休整和补充解放战士。李堡战斗新四军伤亡很少，而华中军区增调来的生力军第五旅和华中军区特务团也已于李堡战斗时到达，兵力增强，敌我态势已出现了有利变化。加上打胜仗的鼓舞，士气高昂，越战越强。华中野战军根据8月13日中共中央军委“苏中各分散之敌利于我各个击破，望再布置几次作战”及毛泽东关于“即如交通总队凡能歼灭者一概歼灭之”“你们能彻底粉碎苏中蒋军之进攻，对全局将有极大影响”的指示。为救邵伯之危，乘国军力分散、侧后空虚之机，避开正面进攻海安和如皋，以第1、第9军分区部队佯攻黄桥，进逼南通，迷惑国军；主力第1、第6师和淮南军区第5旅自海安、如皋东侧隐蔽南下。此时获悉蒋介石正筹备于25日在庐山开会，华野初拟进攻南通市区，吸引如皋、海安之敌南下增援，歼灭一、二个旅，扩大影响。8月19日作战计划上报中央军委和陈毅后，20日毛泽东电示：“同意你们南下作战，但不必强攻城市”“在攻占通如线后，敌人也有固守原地、不敢南下的可能。在敌人不敢增援的情况下，可以西进如（皋）黄（桥）公路，相机进占黄桥，来调动或逼退海安之敌，在运动中歼灭之。”华野承认进攻南通的条件不成熟，当即以黄桥为进攻方向，缩小进攻正面，不攻白蒲，丁堰、林梓打开缺口，钻到守军肚子里去，预估那时敌必将调兵回援，则于运动中歼灭之。
8月20日晚，粟裕、谭震林率主力第一师、第六师、第五旅、华中军区特务团向南开进，插入敌后。实际上敌后是新四军的老根据地，16个团3万多人夜行军被当地群众严密封锁消息。8月21日夜23时30分向丁堰、林梓之交通警察部队和已受严重打击之整编第26旅残部一个营发起突然攻击。战至22日上午，丁堰的交警第七总队4个大队1300余人，以街南头的纱厂为核心，以东头及西北角的庙宇作支撑点顽抗。第一师第三旅第七团、第八团从东北、西北两面展开攻击，于23日攻占街东头大庙，10时全歼该敌，1个交警大队逃往东陈镇；8月21日18时第六师围攻林梓第十一总队两个大队，22日14时再次发起攻击，激战至17时全歼守敌，交通警察第七总队少将总队长熊剑东被俘(后伤重死亡)。8月22日，第5旅乘胜进攻东陈镇的两个交警大队（原驻守1个大队），但包围不严，大部突围逃往如皋。第七纵队第五十九团一部袭击立发桥。正如中央军委所料，各据点里的守军都未敢出援。 
此战华中野战军共歼灭国军交警第7、第11总队所属五个大队和国军第26旅残部一个营，毙伤敌1500余人，俘敌2000余人，缴获长短枪1,000余支、轻重机枪130余挺、拟用以刑讯共产党新四军的刑具一批。打开了华中野战军主力西进泰州、扬州作战的通道。

### 邵伯保卫战
丁林战斗时，淮北战场由宿县地区东进之国军占领睢宁，准备继续向淮阴进犯。为配合上述行动，李默庵决定以驻扬州的整编第25师沿运河向邵伯、高邮进攻；将整编第69师之黄桥守军第99旅东调如皋，准备会同如皋、海安部队北攻东台。
华中野战军为解邵伯之危，采取攻其必救的战法，除以华中野战军第十纵队、华中第2军分区部队配合下坚守邵伯外(注：皮定均旅3个团为预备队)，决心以第1、第6师及第5旅等进行丁林战斗，并于其结束后通过通榆公路西进，进逼泰州、黄桥，调动国军整编第25师回援，并伺机予以运动歼灭。同时，以第七纵队钳制海安、姜堰地区之国军第一绥靖区主力。
战役第六阶段邵伯保卫战时间为8月23日至26日。
8月23日整编第25师从仙女庙、宜陵沿运河公路北上，分三路向邵伯、乔墅、丁沟进犯。邵伯是华中解放区首府淮阴南部门户，河流港汊密布，仅运河堤一条陆道，地势险要。华中野战军决心坚守邵伯地区。战斗至23日傍晚，进攻丁沟之敌被击退，进攻乔墅之敌与华中野战军第十纵队形成对峙，进攻邵伯之敌被击退。
8月24日，继续猛攻，乔墅被敌占领。双方对峙于乔墅以北地区。整编第108旅继续猛攻邵伯，在飞机、炮艇掩护支援下，从两翼数次向守军阵地猛攻，四次强渡，均被击退。击毁炮艇两艘。
8月25日，继续猛攻邵伯，沿运河堤实施正面突破。激战竟日，经反复肉搏，敌人伤亡惨重。至黄昏，敌再次被击退。第十纵队缴获敌汽艇两艘。除乔墅第一线阵地被突破外，其余各阵地未被突破。
8月26日，整编第25师以第40旅一个团增援第108旅，师长黄百韬亲自督战，在飞机掩护下，沿运河堤正面再次向邵伯阵地猛攻。第十纵队官兵顽强抗击，恶战3小时，将敌击退，予敌重大杀伤。因华中野战军主力在如黄路战斗中取得重大胜利（如黄路遭遇战），严重威胁进攻国军整编第25师侧后，该师被迫退返，邵伯保卫战结束。
这次战斗中，华中野战军以新编的6个团，依托阵地抗击敌人3个旅从陆地和水上的疯狂进犯，毙伤敌2000余人。第十纵队伤亡1000余人。

### 如黄路战斗
丁林战斗后，李默庵感到南通、如皋间的交通线被切断，如皋城已三面被围，怕新四军进攻如皋，驻守如皋的部队兵力单薄，不能守住，便令如皋守军加强城防工事。8月23日李默庵令驻黄桥的整编第99旅（欠一个营）由黄桥东开进增强如皋防守力量。整编第99旅旅长朱志席在行进途中受到袭击，要求如皋方向派出部队接应。8月24日，华野截获整编第99旅行动的情报，即令部队在行进中严密注意敌情，准备在如黄路与第99旅打一场预期遭遇战。 
战役第七阶段如（如皋）黄（黄桥）战斗（如黄路遭遇战）时间为8月25日至31日。
- 8月25日上午，在进攻邵伯同时，整编第49师师长王铁汉统一指挥由海安派出的整编第65师第187旅全部、整编第79旅一个团和整编第99旅留驻如皋的一个营，分三路接应。在加力以北在新四军第一师截击。新四军第五旅切断了该敌向如皋的退路，完成了对该敌的合围。
- 国军187旅遭到华中野战军第六师在分界道路两侧发起的突然进攻。第六师以一部迂回敌后，切断其向黄桥的退路，迅速完成对第九十九旅的四面包围。经一夜激战，至26日拂晓，将该敌压缩至东分界及荡里一线。华中野战军先集中第6师和从包围加力的部队中抽出第一师第一旅10个团的兵力，以3个旅包打第99旅2个团，五比一的兵力优势，两小时后歼灭其大部，第99旅残部千余人在南逃途中被华中野战军第1师第1旅包围全歼。99旅旅长朱志席（黄埔四期）、副旅长劉光國、参谋长梁凤德、政训处主任王镜堂全部被俘。

随后，8月26日第1、第18旅和华中军区特务团迅速东调，会同包围加力的第一师第三旅和第五旅部队共计15个团总攻加力、谢家甸的第187旅和第79旅1个团共计3个团，五比一的绝对优势。8月27日晨新四军总攻，国军在如皋出动1个多团援军的接应下，以营为单位分路向东突围，大部分被歼灭于如皋以西谢家甸以东地区，残部数百人逃回如皋。187旅少将旅长梁彩林被俘。救应之敌1个团亦被击溃，半数被歼。新四军第五旅及时插到如皋西南，正好截断突围逃路，俘获尤多。新四军淮南第五旅衣服为黄色，和苏中部队的灰蓝色不同，而与国军的黄绿色近似。该旅向敌迅猛出击时，国军误以为援兵赶到，欢呼跳跃，随即成了俘虏。
8月26日晚，第七纵队以两个团对姜堰、海安线之敌整编第83师第63旅的据点发动攻势，至拂晓攻占大白米，全歼守敌一个连，迫使小白米守敌向马沟逃窜。
8月27日晚，第七纵队攻占曲塘，歼敌一个营。至此，马沟、胡家集间交通全部为华中野战军控制。
8月28日，华中野战军第五旅围攻黄桥。守敌整编第65师第160旅一个营并一个连计5个连在军事政治攻势下缴械投降。8月31日，黄桥收复。至此，如黄路战斗结束。
此战共歼敌2个半旅，毙伤5000余人，被俘12000人，缴获长短枪3400枝，轻重机枪500余挺，各种炮40余门。华中野战军伤亡3500余人。毛泽东亲自为军委起草的给各大区的电报，指出苏中战役“每战集中绝对优势兵力打敌一部（例如八月二十六日集中十个团打敌两个团，八月二十七日集中十五个团打敌三个团），故战无不胜，士气甚高；缴获甚多，故装备精良；凭借解放区作战，故补充便利。加上指挥正确，既灵活又勇敢，故取得伟大胜利。这一经验是很好的经验，希望各区仿照办理；并望转知所属一体注意。”
9月30日徐州绥靖公署主任薛岳致电蔣中正：

發報地點銅山，姓名或機關：薛岳
電尾日韻
第九十九旅於未有由黃橋向如皋方向搜索前進，至分界鎮以西地區遇匪新六師及機槍團等共五個團，激戰至宥辰傷亡慘重於宥突圍至分界鎮南五里地區，復遭匪攔擊各部隊遂失聯絡，頃據該旅留守江陰之副旅長劉鼎漢報稱朱旅長自殺參謀長梁鳳德陣亡副旅長劉光國被俘，現該旅抵達江陰計官150餘員，士兵2200餘已編成兩營，申哿日開始訓練等，特僅電察職薛岳申○整印。
三十五年九月三十日十八點

## 战后之战：海安城攻坚战
1946年8月底，陈毅统帅的山东野战军因敌人前进慎重，队形密集，不宜分割，加上雨水影响，未能找到战机。陈毅决定留下部分武装坚持淮北敌后，山东野战军主力转移到泗阳以东地区休整。8月31日，粟谭致电中央并陈（毅）宋（时轮）、张（鼎臣）邓（子恢）：我们现正包围海安，加强政治攻势迫广东军（共5个营及师旅2个直属队）起义，否则拟于军事准备充分而有把握时攻占之。但在此期间，如敌21师（2个旅已到南通）及25师（1个旅已到泰州、口岸线）来援，决舍海安而歼灭其援敌。海安得手后，部队必须休整20天到1个月，再行相机攻占泰州、仙女庙一线。但必须于25师以歼灭打击，经扫除杨泰线以巩固邵伯外围，而后转移主力于淮南，恢复3分区，并设法截断蚌埠路，以配合淮北作战。
8月31日至9月6日是拔除海安外围据点、围困和展开政治攻势
9月2日，中央复电粟谭并告陈：世午电悉，甚慰。各事照你们计划办理。十纵及皮旅仍在原地加紧整训，不要东调，该两部速补充一批俘虏，提高战力。准备在主力他调后仍有得力部队留苏中作战，保卫苏中不失，须令七纵、十纵、皮旅及其他地方部队参加打几次大仗，打出经验，提高战力。9月2日，粟谭致电中央、陈宋并张邓：黄桥已占领，海安外围均已攻占，经过三五天之准备攻势后，在五六号即可开始总攻击，是不成问题的。顽对苏中似乎尚无援兵，估计最大可能是集中第四军2个师或全部来南通，以4至5个团的兵力依托白蒲逐步伸向如皋后，再图新的进攻，但必须有新的力量。否则，只增3个师是不敢大胆前进的，能否调到新的力量尚未判明。我们拟定攻海安后，以七纵3个团、五旅3个团、军特务团共7个团攻如皋，十纵3个团（积极要求参战得到补充）作预备队，一、六师继续休整补充。如顽在5号前不能增援，我将攻占海安；如顽在5号后出来增援，我决以20个团歼其2-3个师后进攻如皋。似此，苏中战场第一期作战在9月份即可西进，顽如援兵不来，可以提前15天西进。我们西进是按中央指示必夺扬泰，恢复三分区，估计需时2月。但泰州、仙女庙作战，需时10天，战后休整5天，才能起身。如何望复。
9月3日，华东局及中央同意批准赖传珠去东北工作，其第一纵队政委职务由叶飞兼任（8月8日和10日，张云逸接到赖传珠函，要求调动工作。12日，张在临沂新四军军部接见赖传珠，告刘少奇已同意赖赴东北，但仍希望赖能留在华东工作。后赖又在华东局会议上提出要求）。
9月4日，军委复电粟谭：计划甚好。希望能于9月上半月完成东面作战任务，下半月休整。10月上旬攻取扬泰线，中旬休整，下旬进入淮南作战。
9月4日，淮北地区国军积极部署进攻淮阴，同时以一部向东佯动，国整74师与整69师进至宿迁、睢宁一线，第七军2个师进至泗阳以北的洋河、凌河一带。同日，陈宋致电中央并张（云逸）黎（玉）、张邓，提出山野行动的三个方案：第一案，北移沭阳，迎击东进之74师、69师，可保持鲁南的联系，但只能留九纵守泗阳、众兴，力量是不够的；第二案，就地出击攻洋河，估计要打桂系两个师，必拼消耗，不合算；第三案，留现地待机。
9月5日，邓子恢致电陈宋并报中央，山野以留现地待机为上策。5日，粟致电张邓：敌占宿迁、洋河之线，有进犯两淮之极大可能，来直捣我华中心脏与截断华中与山东之联系...以山野目前之布置，似乎让敌过黄河（即废黄河）以东再与敌决战。如决战顺利两淮当无问题，否则华中局势将受极大影响...不知军长（即陈毅）整个作战步骤与决心如何...华中野战军须视山野行动决定下一步作战方向，如山野不打进犯两淮之敌，则华野主力西进截断扬泰线；如山野于泗阳歼敌，华野主力则在攻占海安后南攻如皋。
9月6日，邓子恢将粟裕电文转报陈毅并中央，并将陈、宋点4日方案转告粟裕。6日，邓张致电陈宋、张黎并中央、粟谭：蒋军南北夹击两淮，势必影响整个华中、苏中前线及未来战场。陈宋所提三个方案，只能采取第三方案，并请陈宋考虑调叶飞纵队南下，或调粟谭主力北上，集中力量解决蒋军主力。6日，中央致电陈宋并告张黎、张邓：请你考虑调第8师即回鲁南，暂时受叶飞指挥，协同1纵及2个地方旅组成鲁南前线，我们准备派徐向前来鲁负鲁南前线指挥之责。你率2、7师及9纵组成淮海前线，准备敌截断陇海时，亦有一个时期留在淮海区域。如此则胶济、鲁南、淮海、苏中四个前线均有适当兵力与指挥人员，而你则副统筹各个前线之责，并直接指挥淮海。这样是否妥当，或有其他方案，望考虑见复。
9月6日夜华中野战军1师开始总攻海安。9月12日晚12时撤围。
9月7日辰时，粟谭联名发出致陈、宋并军委、张、邓电：“我们请求山野必须在淮泗地区打几个仗，以挫敌锐。否则，两淮不保。”同日陈毅到淮安，与张、邓商谈淮北战局和作战部署，并于当天向中共中央报告会商结果，“认为集中兵力在淮北大有开展的机会”“经与张邓共同考虑，九、十两月在淮北集中兵力正好作战，可望改变战局”。
9月8日军委致陈张邓并告张黎：“我刘邓军已大胜，对你们必有帮助。同意八师暂不北调，俟秋高水落，集中兵力在淮海歼敌，”同日粟谭联名发出致陈、宋并中共中央：“我们认为军长将主力转至沭（阳）宿（迁）间阻顽东进之方案，在实质上，将使敌人迅速占领两淮及运河线。。。。”同日未时，粟谭致中央并陈宋张邓，判断国民党军将集中兵力南北夹击邵伯、高邮和淮安、淮阴。“如两淮一失，高邵不保，整个运河线丧失。顽从两淮窥盐阜，从高宝进窥兴化，将我苏中主力迫至东台一蠡之地，此为华中最坏前途。因此，我苏中主力决心放弃围攻海安，求得十天左右之休整，逐渐转回泗阳地区，求得给桂顽以打击，稳定华中局势”。
9月3日至8日，晋冀鲁豫野战军胜利地进行了著名的定陶战役，歼敌四个旅17000余人，俘虏整编第3师师长赵锡田。郑州绥靖公署主任刘峙为此下台。
中共中央军委于9月9日复电指示：“同意放弃［攻取］海安，休整十天，准备向北机动。”9月9日子时，陈、宋致张、黎、粟、谭、张邓并中央，认为淮北敌情正在变化中，决定再看数日，“保证可以改变战局”。指示：“粟谭部队仍以打下海安。。为最好。”
军委10日复电同意：陈毅所率主力在确有歼敌良机时出击，“借以改变战局，甚好甚慰”“惟现时桂系集中四个团于洋河，距两淮甚近，我们在泗阳方面之防御力量如何？如洋河之敌向泗阳前进，你们如何对付？”9月10日陈宋联名发出致军委并华中、山东、华野：“执行此办法，泗阳可能失守，估计敌未到淮阴之前，我军西攻奏效，则淮北局势改观，两淮仍能保持”。同日张鼎丞、邓子恢致山野电：“请军长在淮北敌行动未明以前，山野仍集中原地不动，确保众兴、陈道口一线，以保两淮安全。否则，九纵很难挡住桂顽进攻”。
军伤亡人数仅在四百人左右，其中有二百多人牺牲，主要因敌机轰炸及炮弹所伤，包括苏中当时牺牲的最高指挥员“老虎团”一师第三旅第七团团长林少克
华中野战军三万多人、连续作战比较疲惫，正在并准备全面“休整和补充兵员弹药”扩充到四万人的部队

## 相关争议
传言何新声称苏中战役共产党夸大战果，其理由是两淮最终失陷于国军。《徐州绥靖概要》声称国军方面取得了此次战役胜利，然国防部战役总结则明确指出此役“招致重大损失”。

## 战役总结

### 中共方面
共军方面总结：苏中战役，是第二次国共内战全面爆发后，中国共产党的人民军队在主要战场上与国民党政府军间较大规模的初战，对前者带有战略侦查性质。此役，国军参战部集中15个旅计12万兵力，华中野战军参战部19个团，计3.3万人（8月中旬增加至23个团）。在约4：1（后为3：1）的兵力对比下，华中野战军坚持了集中优势兵力逐个消灭敌人的原则，利用解放区内线作战的有利条件（苏中地区所处的苏皖边解放区作为老根据地，参战民工达到14万人，在后方支前服务的达到50万人，仅海安一县就动员30万人次），战法相对灵活，在连续作战中得到了及时休整、补充，不断增加了战斗能力，因而获得了胜利。
毛泽东认为华中野战军取胜原因在于“每战集中绝对优势兵力打敌一部”，专电要求各战区解放军领导人亦当“仿照办理”。
作为中共在苏北战场的主要军事指挥员，粟裕在双方力量对比悬殊的情况下，能够抓住战机，连续作战，以较小的代价换取较大的战果，表现了杰出的战略眼光和灵活的战术运用能力，使其迅速脱颖而出，成为华东主战场独担以面的统帅。陈毅评价：“我党廿多年来创造杰出军事家并不多。最近粟裕、陈赓等先后脱颖而出，将与彭（德怀）、刘（伯承）、林（彪）并肩迈进，这是我党与人民的伟大收获。”

### 国军方面
国军方面总结苏中战役教训，认为：一、进剿时使用兵力不充分，未能将匪主力击破，嗣后分散防守贻匪各个击破，招致重大损失。二、苏北匪化甚深，故匪之情报灵活，行动自如，我军则每日有盲目作战之感，常贻匪集中兵力袭击我一点之机会。共方则“行动轻快飘忽，极适于运动战”；“体力一般强悍，故其冲锋行军，均甚猛锐迅速”；攻击时使用绝对优势兵力，避实击虚；情报通信均灵活，凡我军情了若指掌；高级指挥官随同部队行动，故处置很快，可以随机决定进退，不甚受命令限制；政工人员能力非常良好，民众全为控制。
李默庵认为：“我部虽然受到较重的损失，但是，实现了第一期作战计划”。 :271